# 北部スポーツ・レクリエーションパーク
北部スポーツ・レクリエーションパーク（ほくぶスポーツ・レクリエーションパーク）とは、長野県長野市にある運動施設。略称は『北レク』。

## 概要
2014年（平成26年）4月27日にオープン。運動広場、屋内運動場、アクションスポーツ広場などを備えており、2014年当時で屋内運動場は長野市営の屋内運動場の中で最大規模であった。

## 施設・設備
- 運動広場 - 野球またはソフトボールまたはサッカーが可能、照明設備あり
- 屋内運動場 - テニスまたはフットサルまたはゲートボールが可能。テニスは最大4面、フットサルは最大2面、ゲートボールは最大6面が使用できる、照明設備あり
- 管理棟 - 会議室・更衣室・シャワー など
- 入口広場 - バスケットボールが可能
- ウォーキングコース - 全長は550m
- アクションスポーツ広場 - スケートボードなどが可能、照明施設あり
- マレッドゴルフ場 - 18ホールあり
- 芝生広場 - 滑り台・クライム遊具 など

## その他
- 2015年（平成27年）度からネーミングライツライツ制度が導入[2]、要件は3年以上の契約かつ年額300万円以上[3]。しかし、2025年現在、過去一度も命名されたことがない。
- 令和元年東日本台風による千曲川決壊の際には、本施設の屋内運動場が避難所となった。
- 一部区間のみ犬の散歩が許可されている。
- 古墳時代から平安時代にかけての集落篭沢遺跡に本施設があり、工事にあたって、発掘作業が行われたことがある[4]。
- 一時期、長野市立皐月高等学校(現在の長野市立長野中学校・高等学校)の移転場所として検討されたことがあった[5]。

### 三才山見晴らし遊歩道
- 山側にある2014年完成の三才山見晴らし遊歩道は、途中望郷岬やきのこの家、クヌギの里などを抜け、見晴らしの丘がある三叉路に至る遊歩道である。キャッチフレーズは『この道は、いつか来た道』。
- なお三叉路からは西三才神社や東長野病院、さらには昭和の森公園に行くことが可能である。東長野病院付近の遊歩道は新しくなっている。

## 沿革
- 2000年（平成12年） - 篭沢遺跡が見つかる
- 2004年（平成16年）5月10日 - 北部スポーツ・レクリエーションパークの概要が初めて説明される[6]
- 2014年（平成26年）4月27日 - 開園
- 2015年（平成27年） - ネーミングライツ制度を導入
- 2019年（令和元年）10月 - 令和元年東日本台風による千曲川決壊のため、避難場所となる
- 2025年（令和7年）1月2日 - 現金約100万円が盗難されたことが判明[7][8]

## 料金・時間
- 北部スポーツ・レクリエーションパークご利用案内を参照

## アクセス
- JR東日本・しなの鉄道三才駅より徒歩約5分